# جون بلات (لاعب كرة قدم)
جون بلات (بالإنجليزية: John Platt)‏ هو لاعب كرة قدم بريطاني في مركز حراسة المرمى، ولد في 22 أغسطس 1954 في أشتون أندر لاين ‏ في المملكة المتحدة. لعب مع أولدهام أثلتيك وبريستون نورث إيند وبولتون واندررز ونادي بوري ونادي ترانمير روفرز.